# Trépot
Trépot é uma comuna francesa na região administrativa de Borgonha-Franco-Condado, no departamento de Doubs. Estende-se por uma área de 14,5 km². Em 2010 a comuna tinha 548 habitantes (densidade: 37,8 hab./km²).